# Ozero Lugovoje (sjö i Vitryssland)
Ozero Lugovoje (ryska: Озеро Луговое) är en sjö i Belarus.   Den ligger i voblasten Vitsebsks voblast, i den norra delen av landet, 230 km nordost om huvudstaden Minsk. Ozero Lugovoje ligger 165 meter över havet.
Omgivningarna runt Ozero Lugovoje är en mosaik av jordbruksmark och naturlig växtlighet. Runt Ozero Lugovoje är det glesbefolkat, med 10 invånare per kvadratkilometer.